# فرط التعظم
فرط التعظم هو النمو المفرط لعظم ما. قد يؤدي إلى عرن، وهو يحصل في كثير من الإضطرابات العضلية الهيكلية.